# ایدئولوژی داعش
ایدئولوژی داعش بر اساس وهابیت بنا شده‌است.
این گروه معتقد است به اسلام اصیل دست یافته است و اسلامی که در بین مسلمانان است، دین صحیحی نیست. درمقابل، شیعیان و اکثر اهل سنت معتقدند ایدئولوژی داعش با مجموعه آیات قرآن در تضاد است.

## باورها و اندیشه‌ها
داعش در واقع ادامه تشکیلاتی یک گروه از سلفی‌های جهادی در عراق به رهبری ابومصعب زرقاوی می‌باشد. گروه زرقاوی جزو القاعده بود و سال ۲۰۰۶ در عراق کشته شد. او در اعلامیه‌های خود همواره به فتواهای ابن تیمیه استناد می‌کرد. بغدادی نیز خود را پیرو ابن تیمیه می‌داند. ابن تیمیه پدر معنوی همه گروهای جهادی است. افکار او روشن و صریح است. او با مرجعیت عقل بکلی مخالف است مگر اینکه در راستای تأیید نقل و احادیث باشد. او هرگونه تعامل با کفار و مشرکین را حرام می‌داند. او از جمله تفکرات اسلامی شیعیان را نیز مردود و آن‌ها را کافر می‌داند. گروه‌های جهادی برپایی حکومت دینی و اجرای شریعت اسلامی را وظیفه شرعی خود می‌دانند.
داعش بخاطر تفسیر و قرائت خشن وهابیت از اسلام و خشونت وحشیانه‌اش برضد شیعه و مسیحیان معروف است و به‌قدری تندرو و سخت‌گیر است که با دیگر گروه‌های اسلام‌گرای سلفی ازجمله جبهه النصره شاخه رسمی القاعده در سوریه نیز درگیر جنگ شده. اولین بار در فوریه ۲۰۱۴ بود که ایمن الظواهری، رهبر القاعده به‌طور رسمی هر گونه انتساب این گروه به القاعده را رد کرد.
داعش در شهرهای تحت سلطه خود از جمله رقه سوریه قوانین سفت و سخت مبتنی بر شریعت را اجرا می‌کند. دستان دزدها در ملاء عام قطع می‌شود، هر روز اعدام‌های گروهی در خیابان رخ می‌دهد و زن‌ها حتی اجازهٔ مراجعه به پزشک هم ندارند. داعش در سوریه بلافاصله دفاتری با عنوان «حسبه» راه‌اندازی کرد تا بر اجرای شریعت اسلام نظارت کند. دفاتر دیگری هم با نام «دعوا» راه‌اندازی شد تا ایدئولوژی داعش را تبیین و تبلیغ کند. نیروهای این گروه اسلام‌گرای تندرو عکسی را در شبکه‌های اجتماعی منتشر کردند که نشان می‌داد داعش افرادی را که در مناطق تحت کنترل آن‌ها در سوریه روزه‌خواری کردند، در ملاء عام شلاق زدند. نیروهای این گروه اسلام‌گرای تندرو هرگونه تجارت ساکنان شهرهای تحت کنترل خود به دور از اجازه و کنترل داعش را ممنوع اعلام کردند. در راستای مقرراتی که این گروه برای نحوهٔ حجاب اسلامی و لباس زنان وضع کرده‌است، زنان موصل را تهدید کرد در صورت عدم رعایت حجاب کامل و نپوشاندن تمام صورت خود، به شدت مجازات خواهند شد. داعش در بیانیه‌ای اعلام کرده‌است، شروطی که برای لباس و زینت زنان وضع کرده، تنها برای جلوگیری از فساد و خودنمائی آنان است، و این محدودیت برای آزادی آن‌ها محسوب نمی‌شود، بلکه از ابتذال ممانعت می‌کند. در این بیانیه همچنین آمده‌است هر کس این مقررات را رعایت نکند و باعث فتنه و فساد شود، بازخواست و به شدت مجازات می‌شود تا جامعه مسلمانان و دین حفظ شود.
به گفته عبدالوهاب فراتی مهم‌ترین دلیل گرایش جوانان مسلمان عرب و غیر عرب به داعش به جذابیت‌های ایدئولوژی آن‌ها برمی‌گردد. ایدئولوژی گروه داعش بسیط و ساده است؛ آن‌ها خود را گرفتار گفتگوهای تئوریک نمی‌کنند. این ایدئولوژی به شدت رادیکال است و محافظه‌کار نیست و سومین ویژگی این ایدئولوژی عمل‌گرایی است. داعش یک و نیم میلیارد مسلمان را در جهان مرتد می‌داند. یعنی معتقد است که همه مسلمان ها کافر اند. بنابراین نمی توان داعش را یکی از گروه های مسلمانان دانست . علاوه بر این ، شیعیان و اکثر اهل سنت نیز اقدامات داعش را مخالف با قرآن و سنت می دانند و معتقدند داعش یک گروه اسلامی نیست .

## موعودگرایی
یکی از باورهای اساسی این گروه اعتقاد به ظهور قریب‌الوقوع مهدی موعود و فرارسیدن آخرت است و تقریباً تمام تصمیمات مهم و قوانین حکومت اسلامی، مطالبی که در بیانیه‌ها و اعلامیه‌های خود و بر روی تابلوها، گواهینامه‌ها، سکه‌ها و نوشت‌افزار درج می‌کنند از پیشگویی‌های آخرالزمانی آن‌ها پیروی می‌کند. ریشه این نگاه به نیروهای بنیان‌گذار القاعده عراق برمی‌گردد که در جلسات خصوصی خود مرتب از مشاهده علائم برپایی قیامت صحبت می‌کردند. به گفته ویل مک‌کانتس محقق مؤسسه بروکلین که کتابی در مورد فرجام‌گرایی داعشی‌ها نوشته‌است، یکی از اسلام‌گراهای برجسته عراق در سال ۲۰۰۸ به بن لادن هشدار داده بود که رهبری القاعده در عراق به دست افرادی افتاده که «مرتب در مورد مهدی صحبت می‌کنند و تصمیمات استراتژیک خود را بر همین اساس اتخاذ می‌کنند» به طوریکه القاعده در نامه‌ای به آن‌ها گفته بود که این بحث‌ها را تمام کنند.
اهمیت عجیبی که داعش برای شهر دابق قائل است به همین موضوع برمی‌گردد. دابق روستای بزرگی در شمال حلب است که وقتی نیروهای حکومت اسلامی در سال ۲۰۱۴ آن را با هزینه سنگینی به تصرف خود آوردند به طرز جنون‌آمیزی شادمان بودند و جشن می‌گرفتند. در حالیکه دابق در یک منطقه دشتی بدون هیچ اهمیت استراتژیک واقع شده‌است. داعش حتی نشریه رسمی خود را «دابق» نامگذاری کرده تا اهمیت این موضوع را آشکار کند. ارتباط دابق با آخرالزمان به حدیثی بازمی‌گردد که در صحیح مسلم نقل شده که آخرالزمان وقتی فرا می‌رسد که جنگی میان سپاه اسلام و سپاه رومیان در دابق به وقوع می‌پیوندد و مسلمین با وجود تلفات زیاد به پیروزی می‌رسند. کلمه روم به امپراتوری روم شرقی اشاره دارد که اکنون وجود خارجی ندارد و نیروهای حکومت اسلامی معتقدند منظور از آن سپاه کفار است و در حال حاضر با آمریکا قابل تطبیق است.
بر اساس روایات آخرالزمانی مورد قبول داعش؛ پس از آن دجال از خراسان ظهور می‌کند و تعداد زیادی از مسلمانان را می‌کشد به طوریکه فقط ۵ هزار نفر از آن‌ها باقی‌مانده و در بیت‌المقدس محاصره می‌شوند. درست در زمانی که دجال آماده می‌شود تا کار آن‌ها را یکسره کند. مسیح به زمین بازمی‌گردد و دجال را از پا درآورده و سپاه مسلمین را به پیروزی می‌رساند.
یکی از احادیث دیگری که از پیامبر در مورد فرارسیدن قیامت نقل شده اینست که زمانی فرا می‌رسد که مردم مدتهاست دیگر در مورد آن صحبت نمی‌کنند. از نظر داعشی‌ها اکنون همین شرایط وجود دارد و در هیچ مسجدی واعظان از این موضوع صحبت نمی‌کنند.
به همین دلیل است که جنگجویان داعشی همواره وعده «فتح روم» را می‌دهند و تمام شماره‌های دابق با نقل قولی از ابومصعب الزرقاوی آغاز می‌شود که در آن از میان بردن سپاه صلیبیون در دابق وعده داده می‌شود. در شماره ۷ دابق مقاله‌ای با عنوان «انقراض محدوده خاکستری» منتشر شد که در آن گفته می‌شود در دوران آخرالزمان دنیا میان مسلمانان مؤمن و دشمنان اسلام تقسیم شده و دیگر محدوده خاکستری میان آن‌ها وجود ندارد. در نتیجه مسلمانانی که از حکومت اسلامی پیروی نمی‌کنند -همچون شیعیان، پیروان تصوف و مسلمانان معتقد به دمکراسی- به اردوگاه دشمنان اسلام کشیده خواهند شد. طرفداران حکومت اسلامی بر اساس همین اعتقادات خود مشتاقانه انتظار نبرد زمینی با آمریکاییها و متحدانشان را می‌کشند. ورود سپاه آمریکا به جنگ برای آن‌ها به مفهوم فرارسیدن جنگ دابق و صحت پیشگویی‌هایشان خواهد بود.
بسیاری از فعالیت‌های داعش‌ها با هیچ نوع محاسبه عقلانی قابل توجیه نیستند. حکومت‌هایی چون آلمان نازی یا خمرهای سرخ کامبوج سعی می‌کردند جنگ‌ها و فعالیت‌های خود را پنهان کنند اما داعش بر عکس با انتشار فیلم‌های متعدد گردن زدن یا فیلم زنده سوزاندن خلبان اردنی همه را به دشمنی با خود برانگیخته‌است. آن‌ها نه تنها با شیعیان، کردها، یزیدی‌ها، مسیحی‌ها و تمام مسلمانانی که با آن‌ها هم‌عقیده نیستند می‌جنگند، بلکه حتی با القاعده نیز وارد نبرد شده‌اند. این رویکرد داعش به این دلیل است که آن‌ها استراتژی خود را بر اساس محاسبات عقلانی تعیین نمی‌کند بلکه سعی دارند هرچه سریعتر جنگ سرنوشت‌ساز دابق برپا می‌شود. جان جهادی جلاد بریتانیایی داعش در فیلم گردن زدن پیتر کاسیگ امدادرسان آمریکایی می‌گوید: ما اولین صلیبی را در دابق دفن می‌کنیم و مشتاقانه منتظر آمدن بقیه سپاهیان شما هستیم»